# V528 Aquilae
V528 Aquilae eller Nova Aquilae 1945 var en snabb nova i stjärnbilden Örnen.
Novan upptäcktes den 27 augusti 1945 av den franske astronomen Charles Betraud. Den nådde magnitud +6,9 i maximum och avklingade sedan snabbt.  Den är nu en stjärna av 18:e magnituden.